# بركان تونجوراو
بركان تونغوراهوا هو stratovolcán نشط يقع في المنطقة الجبلية من الإكوادور. يرتفع البركان في كوردييرا أورينتال في الإكوادور، على حدود مقاطعتي تشيمبورازو وتونغوراهوا، ويعطي اسمه للأخيرة. يكون في حالة ثوران متكرر، وقد وقعت آخر الثورات العنيفة في 14 يوليو 2006، 16 أغسطس 2006، 28 مايو 2008، 26 أبريل 2010، 20 أغسطس 2012، 1 فبراير 2014، وأحدثها في 27 فبراير 2016. يراقب المعهد الجيوفيزيائي، EPN، نشاط بركان تونغوراهوا وبراكين أخرى في جبال الأنديز في الإكوادور وفي جزر غالاباغوس.
Coordenadas: 1°28′01″S 78°26′30″O
| بركان تونغوراهورا          | بركان تونغوراهورا                                    | بركان تونغوراهورا                                    |
| الموقع الجغرافي            | الموقع الجغرافي                                      | الموقع الجغرافي                                      |
| -------------------------- | ---------------------------------------------------- | ---------------------------------------------------- |
| القارة                     | امريكا الجنوبية                                      | امريكا الجنوبية                                      |
| السلسلة الجبلية            | الانديز                                              | الانديز                                              |
| الاحداثيات                 | 1°28′01″S 78°26′30″O                                 | 1°28′01″S 78°26′30″O                                 |
| الموقع الاداري             |                                                      |                                                      |
| البلد                      | الاكوادور                                            | الاكوادور                                            |
| التقسيم                    | بانيوس                                               | بانيوس                                               |
| الخصائص العامة             |                                                      |                                                      |
| النوع                      | بركان طبقي                                           | بركان طبقي                                           |
| الارتفاع                   | 5023 متر فوق مستوى سطح البحر                         | 5023 متر فوق مستوى سطح البحر                         |
| البارزة                    | 1554 متر                                             | 1554 متر                                             |
| الجيولوجيا                 |                                                      |                                                      |
| العصر الجيولوجي            | الهولوسين                                            | الهولوسين                                            |
| نوع الصخور                 | الانديسيت                                            | الانديسيت                                            |
| الرصد                      | المعهد الجيوفيزيائي للمدرسة الو طنية متعددة التقنيات | المعهد الجيوفيزيائي للمدرسة الو طنية متعددة التقنيات |
| آخر ثوران                  | 28 فبراير 2016                                       | 28 فبراير 2016                                       |
| التسلق                     |                                                      |                                                      |
| اول صعود                   | 1873                                                 | 1873                                                 |
| Mapa de localización       |                                                      |                                                      |
|                            |                                                      |                                                      |
| [editar datos en Wikidata] |                                                      |                                                      |

## الطوبونيميا والأسطورة

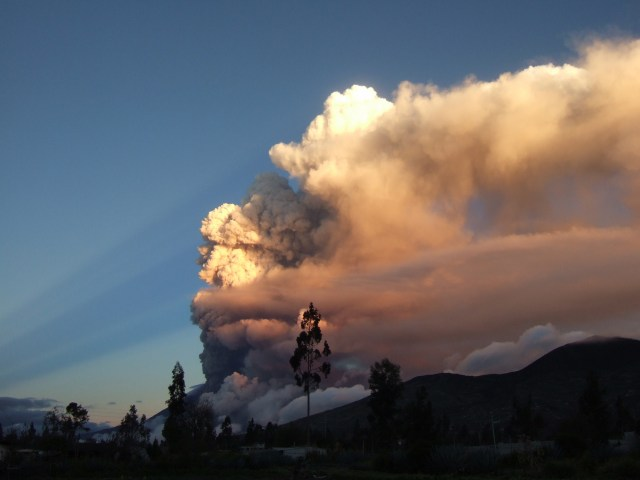
منظر لثوران البركان في يوليو 2006، كما شوهد من سالاساكا.

هو بركان تونغوراهوا واسم "تونغوراهوا" هو من لغة الكيتشوا، ويتكون من الكلمتين "تونكور" (الحلق) و"راورا" (النار، اللهب)، مما يعني "حلق النار". يُعرف أيضاً باسم "العملاق الأسود"، وتُطلق عليه الأسطورة الشعبية لقب "ماما تونغوراهوا"، وتعتبره زوجة البركان المجاور "تايتا تشيمبورازو".

## الموقع الجغرافي
يقع بركان تونغوراهوا (5,023 مترًا) في سلسلة جبال الإنديز بالإكوادور، على بُعد 140 كيلومترًا (87 ميلًا) جنوب العاصمة كيتو. من الجبال والبراكين القريبة البارزة: تشيمبورازو (6,263 مترًا) و"إل ألتار" (5,319 مترًا فوق مستوى سطح البحر). تقع مدينة باينيوس الصغيرة، المعروفة بينابيعها الساخنة، على منحدرات البركان، على بُعد حوالي خمسة كيلومترات إلى الشمال. تونغوراهوا جزء من منتزه سانغاي الوطني.

## الأنهار الجليدية
بعد زيادة النشاط البركاني في عام 1999، ذابت الأنهار الجليدية الموجودة على قمة بركان تونغوراهوا. يمكن رؤية نهره الجليدي في الأيام شديدة البرودة (تحت 10 درجات مئوية) أو في فصل الشتاء.

## النشاط البركاني
البنية البركانية الحالية (تونغوراهوا 3) نشأت داخل كالديرا سابقتها (تونغوراهوا 2) التي انهارت منذ حوالي 3000 (± 90) سنة. البركان الأصلي (تونغوراهوا 1) انهار في نهاية العصر البليستوسيني المتأخر.

### النشاط التاريخي
تُعدّ ثورات تونغوراهوا من نوع ستروبوليني. ينتج عنها صخور الأنديسيت والدايسيت. جميع الثورات التاريخية نشأت من فوهة القمة، ورافقتها انفجارات قوية، وتدفقات اللافا النارية، وأحيانًا تدفقات حمم بركانية. خلال الـ1300 سنة الماضية، دخل تونغوراهوا في مرحلة نشاط كل 80 أو 100 سنة، وكانت الثورات الرئيسية في 1773، 1886، و1916-1918.

### النشاط الأخير
بدأت مرحلته الثورانية الحالية في عام 1999. تم إجلاء سكان باينيوس دي أغوا سانتا في ذلك العام.

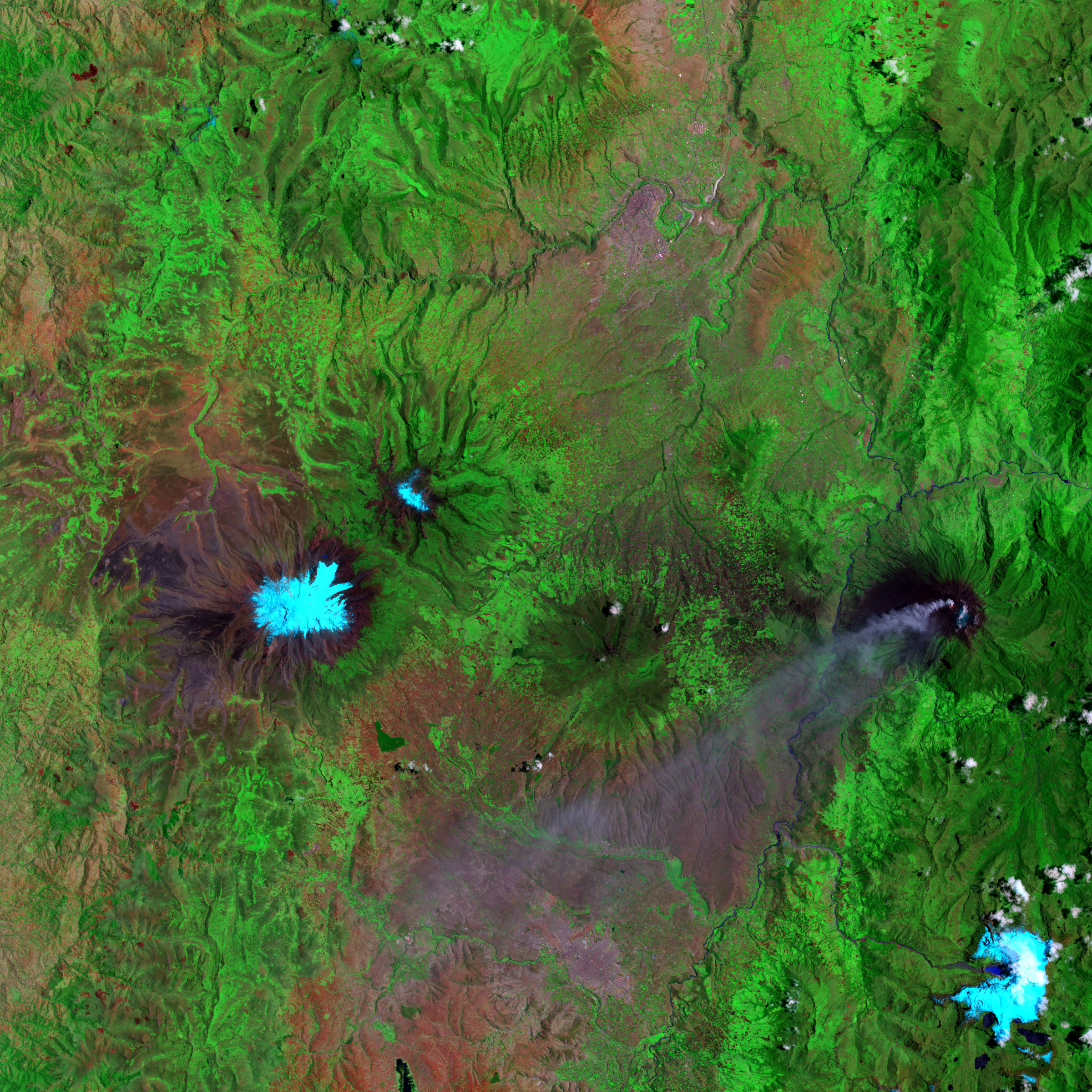
صورة ساتلية ملتقطة بواسطة مرصد الأرض التابع لناسا (2001) بألوان غير حقيقية تُظهر تشيمبورازو (في الوسط، يسار)، وكاريوايرازو (على بُعد 10 كم شمال شرق تشيمبورازو)، وتونغوراهوا (في الوسط، يمين مع عمود من الرماد)، وكاباك أوركو (أسفل، يمين)، في الإكوادور. يشير اللون الأزرق الفاتح إلى الغطاء الثلجي/الجليدي، والأخضر الفاتح إلى الغطاء النباتي الكثيف، والأحمر إلى الغطاء النباتي القليل. يظهر عمود الرماد البركاني لتونغوراهوا باللون البنفسجي الفاتح. يبلغ عرض الصورة 78 كم، والاتجاه في الصورة من الأعلى نحو الشمال.

### 2006
في مايو 2006، شوهدت أعمدة جديدة من الغاز والرماد، بارتفاع يقارب كيلومترين، تظهر فوق الفوهة.
في 14 يوليو 2006، بدأ تونغوراهوا أكثر ثوراته عنفاً منذ عام 1999. حوالي الساعة السادسة مساءً، أطلق البركان عمودًا من الرماد والبخار والصخور بلغ ارتفاعه خمسة عشر كيلومترًا. توجه العمود نحو المحيط الهادئ وكان مرئيًا بوضوح في صور الأقمار الصناعية.
صورة قمر صناعي التقطها مرصد الأرض التابع لناسا (2001) بالألوان الكاذبة، تُظهر تشيمبورازو (الوسط، اليسار)، كاريهوايرازو (10 كم شمال شرق تشيمبورازو)، تونغوراهوا (الوسط، اليمين مع عمود الرماد) وكاباك أوركو (أسفل، يمين)، الإكوادور. يشير اللون الأزرق الباهت إلى الغطاء الثلجي/الجليدي، يشير اللون الأخضر الفاتح إلى الغطاء النباتي الكثيف، ويشير الأحمر إلى الغطاء النباتي القليل. يظهر عمود الرماد البركاني لتونغوراهوا باللون البنفسجي الفاتح. عرض الصورة 78 كم، والاتجاه نحو الشمال.
خلال الليل وصباح 15 يوليو 2006، وضعت الزلازل المستمرة، والانفجارات، وانبعاث الرماد، وسقوط الصخور، سكان بيليليو، بانيوس، بينيبي، وبلدات أخرى في مقاطعتي تشيمبورازو وتونغوراهوا في حالة تأهب. تم الإبلاغ عن أن تدفقات لاهارية أضرت بالطريق بين باينيوس وبينيبي. دمر الرماد المحاصيل وأحرق الحيوانات. في 17 يوليو، تم الإبلاغ ولأول مرة منذ 1999 عن حدوث تدفقات بيروكلاتيكية، وصلت إلى قرية كوسوا المهجورة وجسر لاس خونتاس.
استمر النشاط، مع انخفاض جزئي لمدة تقارب شهر، حتى 16 أغسطس 2006. في صباح ذلك اليوم، حوالي الساعة 8:25 صباحًا، أشارت انفجار هائل إلى بداية ما يبدو أنه الحدث الرئيسي لهذه المرحلة الثورانية. خرج عمود من الحمم البركانية بارتفاع ثمانية كيلومترات من الفوهة. كما أطلق البركان كميات هائلة من الصخور المحترقة والرماد. خلال الليل، غُطيت كامل مقاطعة تونغوراهوا، بما في ذلك أمباتو، بيليليو، باينيوس، ومقاطعة تشيمبورازو، بما في ذلك ريوبامبا وبينيبى، بطبقات من الصخور والرماد.
غادر السكان مذعورين المدن والقرى المحيطة بالبركان. تم إجلاء باينيوس، خويفي، باليكتاوا، بلباو، كوسوا وغيرها. في صباح 17 أغسطس، تم تعليق حركة المرور تمامًا في أمباتو، وطُلب من السكان البقاء في منازلهم. توقفت محطة الطاقة الكهرومائية أغويان عن العمل. تم تدمير المحاصيل في كامل المنطقة.
تم حجب مجرى نهر تشامبو وبدأ منسوب مياهه في الارتفاع مكونًا سدًا ضخمًا. يدرس الجيش الإكوادوري عدة طرق لتدمير السد، لتفادي وقوع كارثة محتملة.
قُتل ما لا يقل عن عشرة أشخاص حرقًا في بلدتي باليكتاوا وباينيوس، وتم الإبلاغ عن إصابة ثلاثة عشر شخصًا. يُعتقد أن مياه الشرب ملوثة في المنطقة.

### 2008
في 6 فبراير 2008، بدأ تونغوراهوا بإطلاق رماد وحجارة متوهجة، مما أجبر السلطات على إجلاء السكان المجاورين قسرًا، وتم إعلان حالة التأهب الحمراء (أعلى مستوى).

### 2010
في شهر يناير 2010، زاد النشاط البركاني بشكل طفيف مما وضع السكان المجاورين في حالة تأهب، وفي يوم 29 مايو من نفس العام حدث ثوران، مما أدى إلى إجلاء أكثر من 2500 شخص من المناطق القريبة. حدثت عملية إجلاء وثورات أخرى في 4 ديسمبر 2010. أنشأت الوكالة الوطنية (لإكوادور) لمراقبة الأمن "حالة التأهب الحمراء"، والتي تم تخفيضها لاحقًا إلى البرتقالية. أفاد المعهد الإكوادوري للجيوفيزياء بزيادة سريعة في النشاط الزلزالي، وعدد من الانفجارات وسحابة من الرماد وصلت إلى ارتفاع 2 كم (1.2 ميل). وصلت سحابة الرماد إلى مدينة غواياكيل.

### 2011
بركان تونغوراهوا في عام 2011.
في 26 أبريل 2011، حدث ثوران آخر ذو نسب معتبرة، مطلقًا عمودًا من الرماد ارتفع إلى 12 كم من الارتفاع.

### 2012
حدث انفجار، في 21 أغسطس 2012، ولّد 16 انفجارًا مع أعمدة انبعاث ذات محتوى عالٍ من الرماد، بارتفاع يقارب 4 كم وتدفقًا حمميًا نزل تقريبًا 2.5 كم عبر وادي أتشوباشال. سُمعت الأصوات المدوية حتى في مناطق بعيدة مثل أمباتو، ريوبابا وميلاgro. سمح التحليق الجوي بملاحظة أن الحفرة ممتلئة تمامًا بالمواد المتوهجة. تم إجلاء المناطق المجاورة، وأُبلغ أن 110 عائلة أخلت طوعًا المناطق الأكثر تعرضًا، ووفرت الحكومة 9 ملاجئ مؤقتة.

### 2013
يوم الإثنين، 6 مايو 2013، زاد النشاط الزلزالي لهذا البركان مع توليد 30 انفجارًا ونفثات مستمرة من الغازات والرماد، حسبما أفاد المعهد الجيوفيزيائي (IG) التابع للمدرسة الوطنية متعددة التقنيات. كان البركان قد تسبب يوم الأحد 5 مايو 2013 في سبعة انفجارات، لكن يوم الإثنين زادت حوالي أربع مرات. استمر النبض البركاني لتونغوراهوا لعدة أسابيع. يوم الإثنين، سجّل المعهد حوالي 60 زلزالًا داخليًا خفيفًا و35 فترة من الاهتزاز المستمر بسبب خروج الغاز والرماد.
مصدر من مرصد بركان تونغوراهوا (OVT) التابع للمعهد بالقرب من الجبل، قال لوكالة إيفي إن الرماد، بفعل الرياح، سقط على بلدات مجاورة تقع على المنحدر الغربي والجنوبي الغربي مثل سيبالوس، كيرو، موتشا، تيزاليو وبياتي.
وفقًا للتقدير الأولي لرودريغو موراليس، مدير التنمية الاجتماعية في بلدية كيرو، فإن تساقط الرماد، رغم أنه ليس غزيرًا، أثر على الجزء السفلي من الكانتون. قد يؤثر هذا الرماد البركاني على حوالي 2000 هكتار من البطاطا و3000 من المراعي، ما أثر على تغذية حوالي 8000 رأس من الماشية في المنطقة. إنتاج الحليب، الذي يبلغ 25000 لتر يوميًا، انخفض حوالي 20٪.
يوم الثلاثاء 7 مايو 2013، وردت تقارير عن تساقط الرماد في بلدات تقع في المنطقة الجنوبية الغربية من تونغوراهوا، مثل كاجواخي، إل مانزانو، تشونغلتوس، وهي مناطق قريبة من البركان؛ وحتى من بينيبي وريبامبا الواقعتين على مسافة أبعد، في محافظة تشيمبورازو.
يوم الجمعة 10 مايو 2013، من رعية كوتالو، في كانتون بيليليو، لوحظ أن بركان تونغوراهوا استمر في قذف الصخور المتوهجة وتوليد انفجارات كجزء من عمليته البركانية، رغم أن شدتها بقيت معتدلة.

### 2014
بعد النشاط البركاني في مايو 2013، ظل بركان تونغوراهوا هادئًا نسبيًا حتى الأسبوع الأخير من يناير، حيث بدأ في عملية ثوران جديدة. يوم 31 يناير، شهد زيادة في النشاط، مع حدوث انفجارات صغيرة ونشاط زلزالي منخفض الخطورة. الساعة 17:39 من يوم السبت 1 فبراير، وقع انفجار قوي أطلق عمودًا من الرماد تجاوز ارتفاعه عشرة كيلومترات، وفقًا لتقارير المعهد الجيوفيزيائي للمدرسة الوطنية متعددة التقنيات. كانت السحابة الكبيرة على شكل فطر مرئية من مناطق مختلفة من الإكوادور، بما في ذلك كيتو، ريبامبا وكوينكا. كما وُجدت تدفقات بيروكلاتية نزلت عبر القنوات، وصلت إلى وادي أتشوباشاي حتى نهر شامبو. خلال الليل، تم إجلاء سكان شاكاوكو، تشامبياتو، كوسوا، بلباو، كوتالو وبياتي. أُعلنت حالة التأهب البرتقالية في المناطق عالية الخطورة من تونغوراهوا وتشيمبورازو.

## روابط خارجية
ويكيميديا كومنز: يحتوي على وسائط متعددة حول بركان تونغوراهوا
ويكينيوز:
- البركان تونغوراهوا يثور ويغطي الإكوادور بالرماد
- بركان إكوادوري يهدد 20,000 شخص
- المعهد الجيوفيزيائي للبوليتكنيك الوطني: معلومات حول تونغوراهوا
- تونغوراهوا 2003: أرشيف النشاط
- أخبار بركان تونغوراهوا

- ثوران بركان تونغوراهوا في 14 يوليو 2006
- برنامج البراكين العالمي – مؤسسة سميثسونيان: مدخل "Tungurahua"، تم الاطلاع عليه في 21 مارس 2016
- تحذيرات الرماد البركاني الحالية لتونغوراهوا
- بعثة طيفية لبركان في حالة ثوران: عالم براكين يقوم بمهمة تصوير طيفي
- فيديو وكالة AP عن ثوران تونغوراهوا
- ثوران 2013:
- [رابط 6 مايو 2013 – El Universo](http://www.eluniverso.com/noticias/2013/05/06/nota/905631/aumenta-actividad-volcan-tungurahua)
- [رابط 10 مايو 2013 – El Universo](http://www.eluniverso.com/noticias/2013/05/10/nota/914316/volcan-actividad)